# Amesiodendron
Amesiodendron es un género con tres especies de plantas con flores perteneciente a la familia Sapindaceae. 

## Etimología
El nombre del gémnero fue otorgado en honor de Oakes Ames, botánico estadounidense.

## Especies seleccionadas
- Amesiodendron chinense
- Amesiodendron integrifoliolatum
- Amesiodendron tienlinensis